# Nikitin
Nikitin je priimek več oseb:
- Aleksej Petrovič Nikitin, ruski general
- Aleksej Vasiljevič Nikitin, sovjetski general
- Aleksandar Niktin (1946-1996), srbski pilot ruskega rodu
- Andrej Grigorevič Nikitin, sovjetski general
- Dimitrij Mihailovič Nikitin, sovjetski general
- Ivan Fjodorovič Nikitin, sovjetski general
- Ivan Semjonovič Nikitin, sovjetski general
- Nikolaj Aleksandrovič Nikitin, sovjetski general
- Nikolaj Lavrentevič Nikitin, sovjetski general
- S. E. Nikitina, ruska jezikoslovka, leksikografka
- Valerij Nikitin (1939-2002), ruski hokejist
- Vasilij Andrejevič Nikitin, sovjetski general
- Vasilij Vasiljevič Nikitin (1867-1942), ruski montanist, mineralog in geolog, univ. profesor, pogodbeno predaval v Ljubljani
- Viktor Nikitin (1893-1933), rusko-jugoslovanski pilot, umrl v prvi letalski nesreči na Slovenskem pri Ljubljani (pokopan v Zemunu)